# BK Zenit Sint-Petersburg

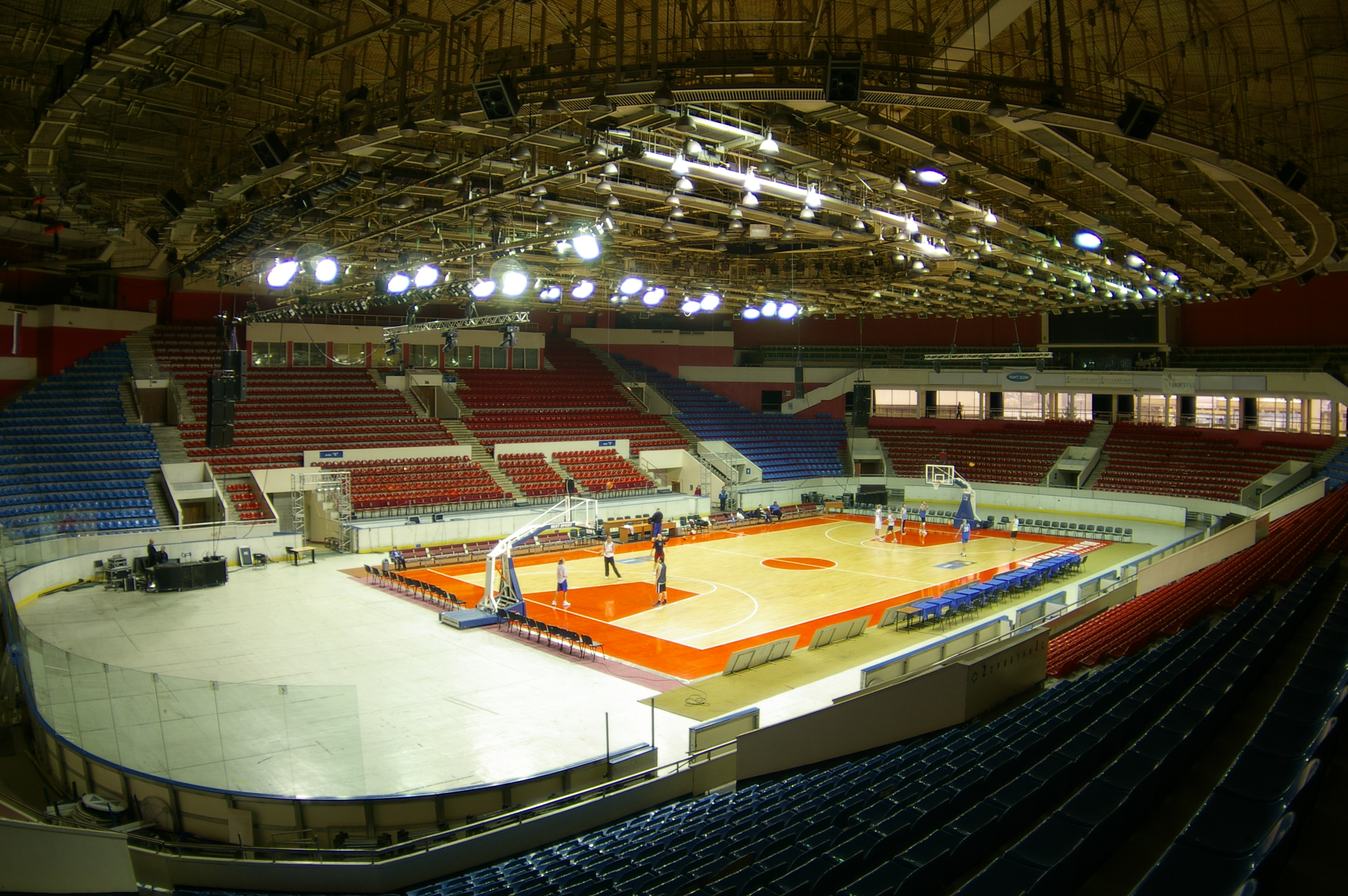
Sportpaleis Joebilejny in Sint-Petersburg.

Basketbolnyj kloeb Zenit Sint-Petersburg (Russisch: Баскетбольный клуб Зенит Санкт-Петербург) is een Russische professionele basketbalclub die zijn thuiswedstrijden speelt in Sint-Petersburg, Rusland. De club speelt in VTB United League.

## Geschiedenis
De club is officieel opgericht in 2003, onder de naam BK Dinamo Oblast Moskou, en speelde in de Russische superliga A. De originele club speelde zijn wedstrijden ook in Ljoebertsy. In juni 2007, werd de basketbalclub van Dinamo Oblast Moskou opgeheven en werd de nieuw club Trioemf Oblast Moskou Ljoebertsy opgericht. Trioemf Ljoebertsy erfde de historie en de records van Dinamo Oblast Moskou door de verwerving van de clubs historie en rechten. In 2014 haalde Trioemf de finale van de EuroChallenge. Ze verloren de finale van Grissin Bon Reggio Emilia uit Italië met 65-79. In juli 2014 kondigde de club aan dat ze gingen verhuizen naar Sint-Petersburg en dat de naam zou veranderen naar BK Zenit Sint-Petersburg. De club behield de geschiedenis en de rechten van Trioemf Ljoebertsy, en ook zijn plaats in zowel de VTB United League en de EuroCup Men. De club is nog steeds bezig om een tweede club in Ljoebertsy te houden, dat zou uitkomen in de Russische superliga A. In 2016 verloor Zenit de finale om de Beker van Rusland van Parma Perm met 65-97. In 2022 werd de club winnaar van de VTB United League. In 2023 verloor Zenit de finale om de Beker van Rusland van BK Nizjni Novgorod met 72-84. In 2024 was er een herhaling van de finale om de Beker van Rusland tegen Nizjni Novgorod. Nu won Zenit met 64-55 en won zo hun eerste Beker van Rusland.

## Arena's
Toen de club verhuisde naar Sint-Petersburg, speelde ze hun thuiswedstrijden in de Siboer Arena met 7.044 toeschouwers. Later verhuisde ze naar het gerenoveerde Sportpaleis Joebilejny met 7.700 toeschouwers. Toen de club nog speelde in Ljoebertsy, speelde ze hun thuiswedstrijden in Sportpaleis Trioemf met 4.000 toeschouwers.
- Sportpaleis Trioemf – 4.000 toeschouwers
- Siboer Arena – 7.044 toeschouwers
- Sportpaleis Joebilejny – 7.700 toeschouwers

## Erelijst
- Landskampioen Rusland: 1
  - Winnaar: 2022
  - Tweede: 2025
  - Derde: 2016, 2017, 2018, 2021, 2024
- Bekerwinnaar Rusland: 1
  - Winnaar: 2024
  - Runner-up: 2016, 2023
- VTB United League: 1
  - Winnaar: 2022
  - Tweede: 2025
  - Derde: 2016, 2017, 2018, 2021, 2024
- VTB United League Supercup: 2
  - Winnaar: 2022, 2023
  - Tweede: 2021
  - Derde: 2024
- EuroChallenge:
  - Runner-up: 2014
- Kondrasjin & Belov Cup: 4
  - Winnaar: 2021, 2022, 2023, 2024

## Bekende (oud-)spelers
| - Aleksandr Basjminov - Vitali Fridzon - Anton Joedin - Sergej Karasjov - Vasili Karasjov - Dmitri Koelagin - Michail Koelagin - Ivan Lazarev - Fjodor Licholitov - Nikita Morgoenov | - Aleksandr Miloserdov - Anton Ponkrasjov - Nikita Sjabalkin - Jevgeni Valiev - Jegor Vjaltsev - Tanel Tein - Giedrius Gustas - Ognjen Aškrabić - Nenad Krstić - Ivan Zoroski | - Uroš Slokar - Esteban Batista - Kerem Tunçeri - Marcus Goree - Tyrell Lyday - Alan Anderson - J. R. Bremer - Mire Chatman - Marque Perry - Mike Wilkinson | - Aaron Carver |

## Bekende (oud-)coaches
- Jevgeni Kovalenko (2004-2005)(Dinamo)
- Rūtenis Paulauskas (2005-2007)
- Dmitri Sjakoelin (2007)
- Stanislav Jerjomin (2007-2010)(Trioemf)
- Valdemaras Chomičius (2010-2012)
- Vasili Karasjov (2012-2014)
- Vasili Karasjov (2014-2018)(Zenit)
- Joan Plaza (2018-2020)[2]
- Xavi Pascual (2020-2025)
- Aleksander Sekulić (2025-heden)[3]

## Aanvoerders
| - 2014-2015 – Artëm Koezjakin - 2015 – Kyle Landry - 2015-2016 – Jevgeni Valiev - 2016 – Jānis Timma - 2016 – Kyle Landry - 2016-2017 – Jānis Timma - 2017-2020 – Jevgeni Voronov - 2020-2022 – Mateusz Ponitka - 2022-2024 – Andrej Zoebkov - 2024-... – Sergej Karasjov |